# Kvačany (okres Liptovský Mikuláš)
Kvačany jsou obec na Slovensku, v okrese Liptovský Mikuláš v Žilinském kraji, na úpatí Západních Tater. Žije v nich 553 obyvatel. První písemná zmínka o vesnici je z roku 1286. Ve vsi stojí římskokatolický kostel svaté Kateřiny Alexandrijské a do katastrálních území Dlhá Lúka a Kvačany zasahuje část národní přírodní rezervace Kvačianska dolina. Do katastrálního území Kvačany zasahuje také část národní přírodní rezervace Suchá dolina.